# Chelonopsis moschata
Chelonopsis moschata là một loài thực vật có hoa trong họ Hoa môi. Loài này được Miq. mô tả khoa học đầu tiên năm 1865.

## Hình ảnh

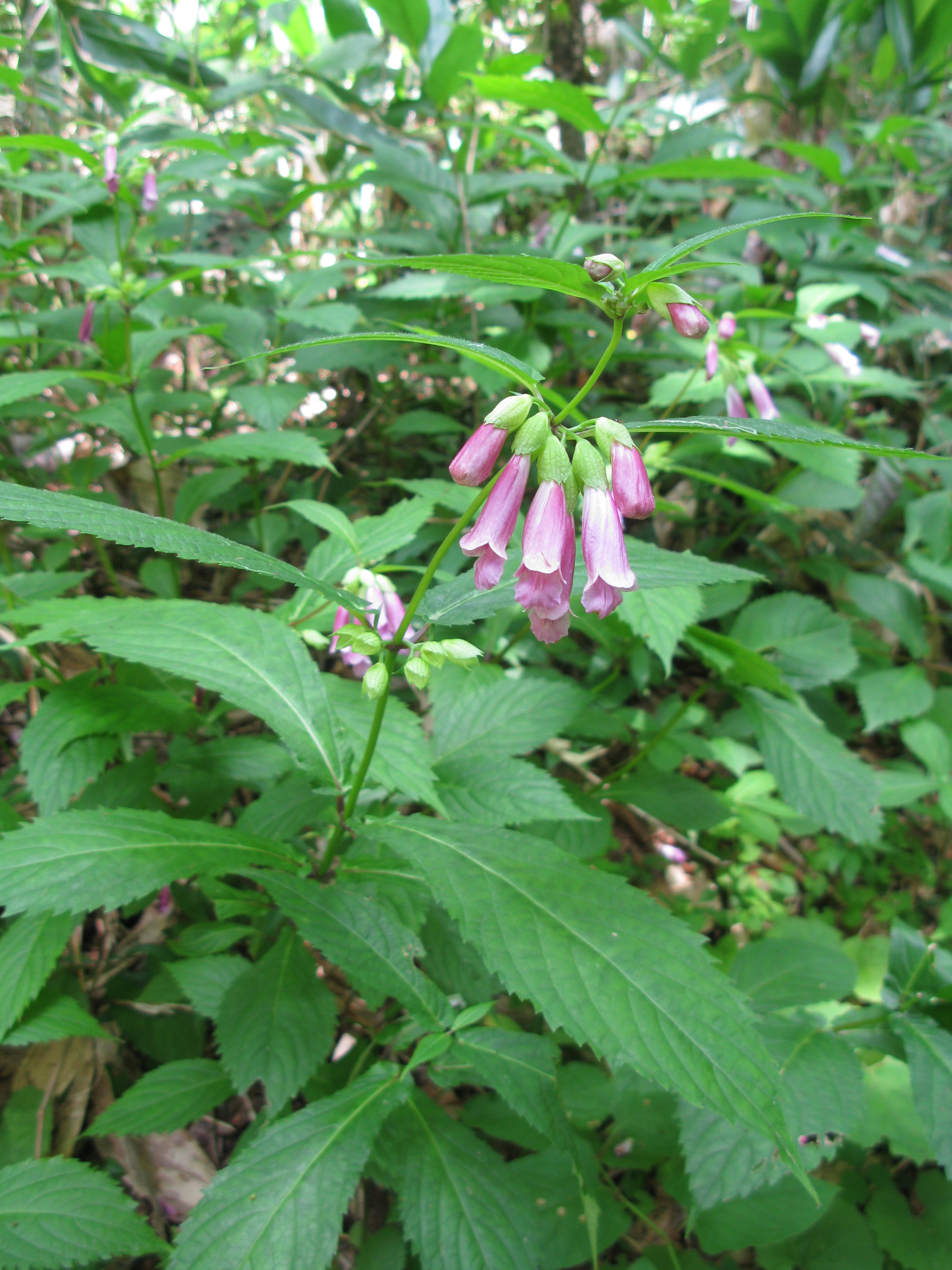
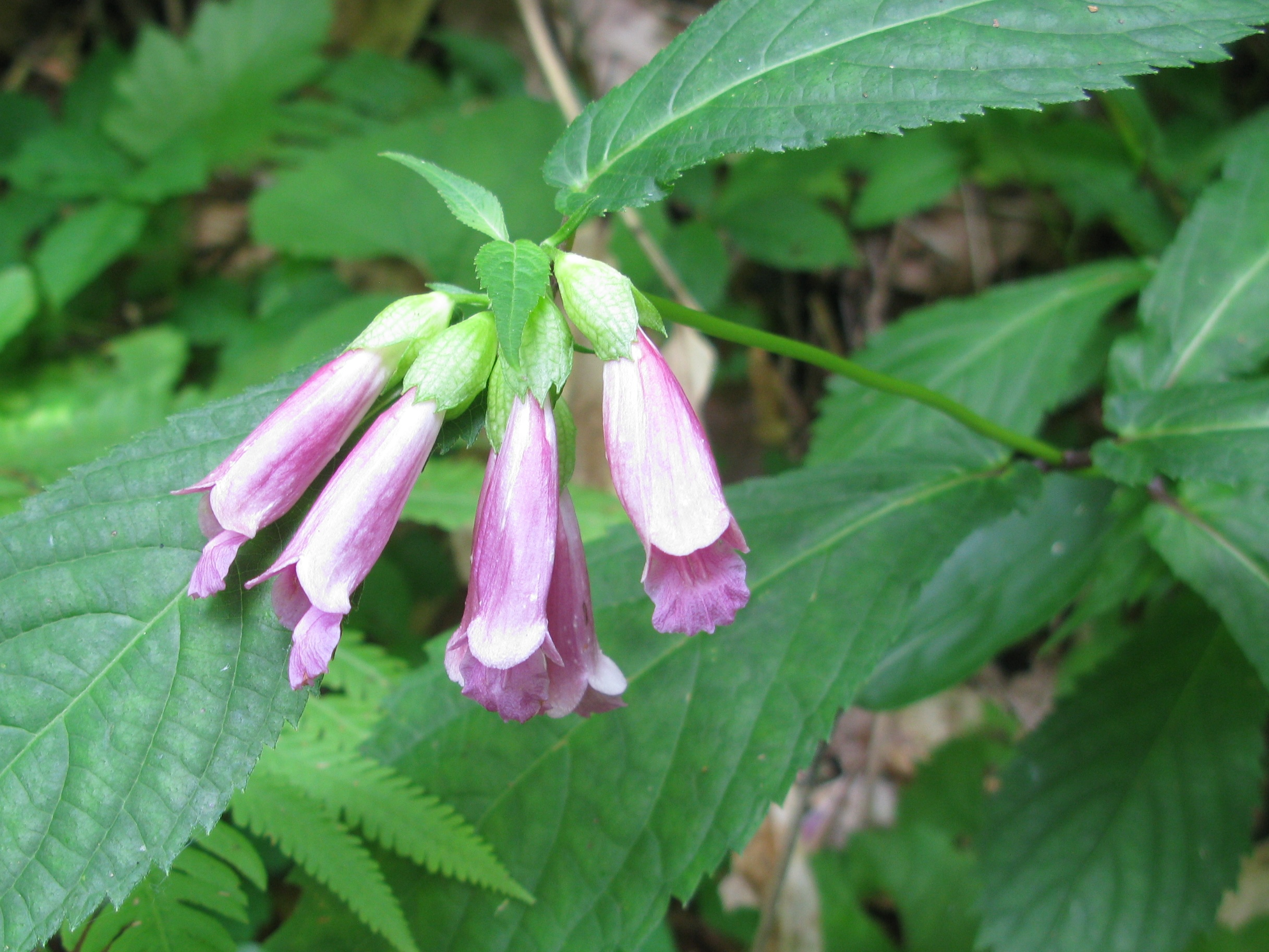
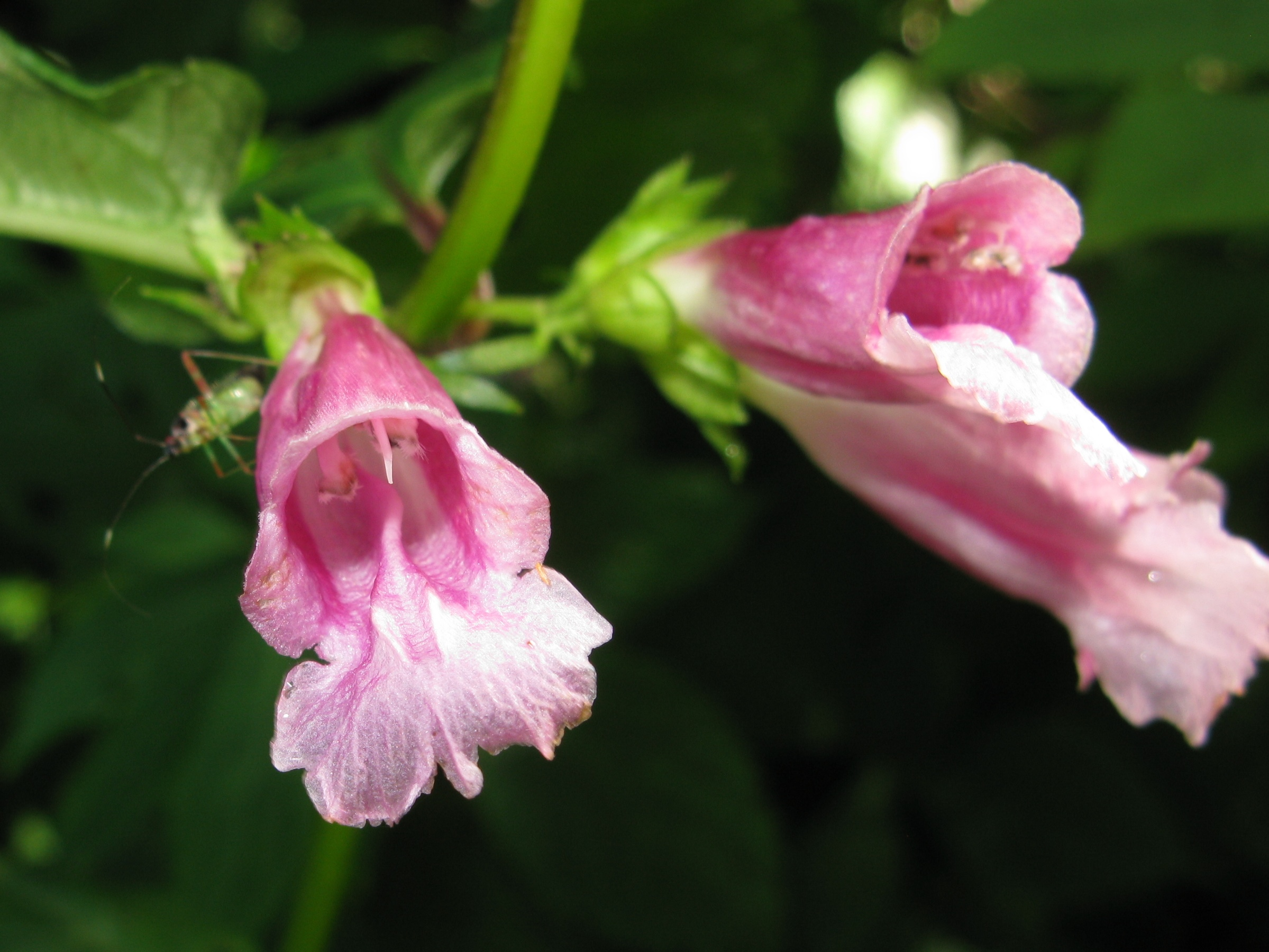